# 中国人民政治协商会议内蒙古自治区委员会
中国人民政治协商会议内蒙古自治区委员会，简称内蒙古自治区政协或政协内蒙古自治区委员会，是中国人民政治协商会议在内蒙古自治区的地方组织机构。

## 历届领导

### 第一届
- 任期：1955年2月－1959年3月
- 主席：杨植霖
- 副主席：吉雅泰、孙兰峰、特木尔巴根、陈炳谦

### 第二届
- 任期：1959年3月－1965年5月
- 主席：杨植霖
- 副主席：吉雅泰、孙兰峰、李世杰、朋斯克

### 第三届
- 任期：1965年5月－1977年12月
- 主席：乌兰夫
- 副主席：吉雅泰、孙兰峰、李世杰、克力更、特木尔巴根、武达平

### 第四届
- 任期：1977年12月－1983年4月
- 主席：尤太忠（－1979年12月） → 奎璧（1979年12月－）
- 副主席：奎璧、克力更、王再天、孙兰峰、刘华香、孔飞、李世杰、朋斯克、黄巨俊、周北峰、鄂其尔呼雅克图、杨令德、张荣臻、谭振雄、武达平（1979年12月－）、赵展山（1979年12月－）、赵云驶（1979年12月－）、那钦双和尔（1979年12月－）、王建功（1979年12月－）、胡钟达（1979年12月－）、齐永存（1979年12月－）、梁一鸣（1979年12月－）、王海山（1979年12月－）、魏兆融（1979年12月－）、李森（1982年4月－）

### 第五届
- 任期：1983年4月－1988年6月
- 主席：石生荣
- 副主席：陈炳宇、乌力更、杨令德、那钦双和尔、韩明、魏兆融、马振铎、李树元、刘震乙、暴彦巴图、云照光

### 第六届
- 任期：1988年6月－1993年5月
- 主席：石生荣
- 副主席：云照光、云曙芬、王崇仁、乌力更、乌兰、蓝福、李树元、张顺臻、陈杰、奇忠义、突克、韩明、暴彦巴图、周君球（1991年5月－）、乃登（1992年4月－）

### 第七届
- 任期：1993年5月－1998年1月
- 主席：千奋勇
- 副主席：张佐才、乃登、王崇仁、陈杰、蓝福、乌兰、奇忠义、张顺臻、袁明铎、格日勒图、乌伦赛、夏日、杨紫珍、陈又遵、许柏年、谭博文（1997年1月－）

### 第八届
- 任期：1998年1月－2003年1月
- 主席：千奋勇
- 副主席：冯秦、乃登、谭博文、乌兰、格日勒图、夏日、许柏年、罗锡恩、奇英成、盖山林、李仕臣

### 第九届
- 任期：2003年1月－2008年1月
- 主席：王占
- 副主席：傅守正、包俊臣、乌兰（2004年逝世）、许柏年、罗锡恩、奇英成、盖山林、刘芝兰、韩振祥、邬宝恒

### 第十届
- 任期：2008年1月－2013年1月
- 主席：陈光林
- 副主席：郭子明、云峰、韩振祥、王长聚、娜仁、董恒宇、郑福田、牛广明、肖黎声、伏来旺（2010年1月－）
- 秘书长：陈毅民

### 第十一届
- 任期：2013年1月－2018年1月
- 主席：任亚平
- 副主席：韩志然、郭启俊、董恒宇、郑福田、牛广明、杨成旺、陈羽、常海、梁铁城
- 秘书长：王志诚

### 第十二届
- 任期：2018年1月－2023年1月
- 主席：李佳（－2019年1月） → 李秀领（2019年1月－）
- 副主席：王中和（－2021年1月）、董恒宇、郑福田、罗志虎、刘新乐、马明（－2020年1月）、常军政（－2021年1月）、张华、其其格、魏国楠（2020年1月－）、马学军（2021年1月－）、欧阳晓晖（2021年1月－）
- 秘书长：魏军（－2019年1月） → 狄瑞明（2019年1月－）

### 第十三届
- 任期：2023年1月－
- 主席：张延昆
- 副主席：罗志虎（蒙古族）、其其格（女，蒙古族）、魏国楠、安润生、张磊、张佰成、杨劼（女，蒙古族）、孙俊青（女）
- 秘书长：杨利民